# Ciklohexán
A ciklohexán (C6H12) egy cikloalkán. Színtelen, benzinhez hasonló szagú folyadék. Vízben nem, szénhidrogénekben és éterben viszont oldódik. A természetben a kőolajban található meg. 
A vegyiparban apoláris oldószerként valamint az adipinsav és a kaprolaktám gyártásában nyersanyagként használják.
Ezek az anyagok a nejlongyártás köztitermékei. Ipari méretben a benzol és a hidrogén reakciójával állítják elő. A laboratóriumi analízisben mérőanyagként (standard) használják.

## Téralkata

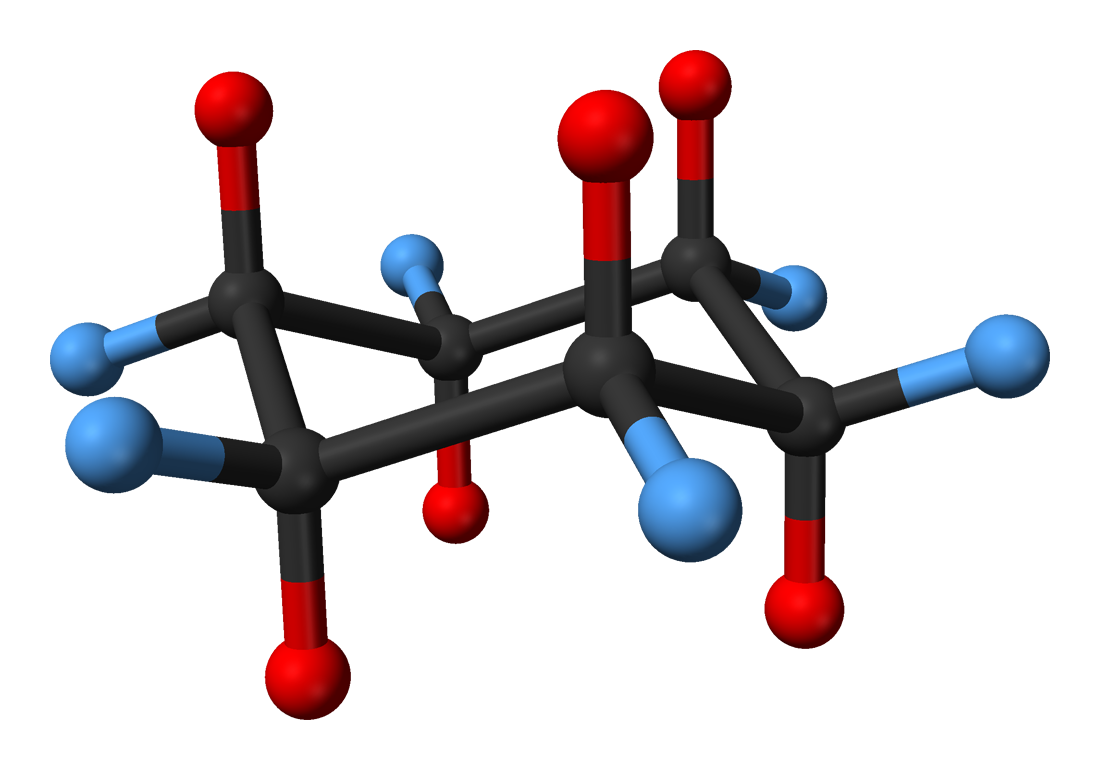
A ciklohexán székalkata. Az axiális helyzetű hidrogénatomok piros, az ekvatoriális helyzetűek kék színnel vannak jelölve.

A ciklohexánnak kétféle olyan gyűrűje is kialakulhat, amiben nincs eltérés a szénatomra jellemző tetraéderes kötésirányoktól. Ezek neve szék-, illetve kádalkat. A két alkat egymás konformere, egymásba könnyen átalakulhatnak. Az etán nyitott és fedő állásához hasonlóan egymástól nem különíthetőek el. A két alak közül a székalkat a kedvezőbb, benne az összes CH2 csoport az energetikailag kedvezőbb nyitott állásban van, a kádalkatú gyűrűben egymáshoz képest fedőállású CH2 csoportok is találhatók. A kádalkatú ciklohexánnak nagyobb az energiatartalma, mint a székalkatúnak, a kádalkat energiatartalmát az is növeli, hogy benne két hidrogénatom nagyon közel kerül egymáshoz. Emiatt csavart kád konformáció alakul ki. A ciklohexánban a szék és a csavart kád alkatú molekulák mólaránya körülbelül 2000:1. A székalkatú ciklohexánmolekulában minden hidrogénatom axiális vagy ekvatoriális helyzetben lehet. Az axiális hidrogénatomok a gyűrű síkjára merőlegesen helyezkednek el, az ekvatoriális hidrogénatomok közel a gyűrű síkjában találhatók.

### Gyűrűátfordulás
A ciklohexánnak kétféle székalkata lehetséges, ezek (kádformán keresztül) átalakulhatnak egymásba. Ennek az átalakulásnak a neve gyűrűátfordulás. A ciklohexán esetén a kétféle székforma egymástól nem megkülönböztethető, a kettő között csak annyi a különbség, hogy az eredetileg axiális helyzetben lévő hidrogénatomok ekvatoriális helyzetbe kerültek, és fordítva. A ciklohexán szubsztituált származékaiban, például a metilciklohexán esetén különbséget lehet tenni a kétféle konformer között. A különbség az, hogy egyikben a metilcsoport axiális, a másikban ekvatoriális térállású. A kettő közül az ekvatoriális helyzetű metilcsoportot tartalmazó változat sokkal stabilabb, a metilciklohexán 95%-a ilyen helyzetű metilcsoportot tartalmaz. Ennek az az oka, hogy axiális helyzetben a hidrogénatomok eleve is zsúfoltabbak, a hidrogénatomok metilcsoporttal való helyettesítése feszültséget okoz. A gyűrűátfordulás nagyon gyors, a két változat nem különíthető el egymástól.

## Kémiai tulajdonságai
A ciklohexán gyűrűje feszülésmentes, a kémiai tulajdonságai a nyílt láncú alkánokra emlékeztetnek. Klórral megvilágítás hatására szubsztitúciós reakcióba lép. Magasabb hőmérsékleten benzollá dehidrogéneződik. A ciklohexán ciklohexanonná oxidálható, ami egy gyűrűs keton. A ciklohexanont a műanyagipar használja fel.